# Piney Point Village
Piney Point Village – miasto w Stanach Zjednoczonych, w stanie Teksas, w hrabstwie Harris.